# Pterolophia barbieri
Pterolophia barbieri är en skalbaggsart som beskrevs av Stefan von Breuning 1973. Pterolophia barbieri ingår i släktet Pterolophia och familjen långhorningar. Inga underarter finns listade i Catalogue of Life.